# Schauspielbrigade
Die Schauspielbrigade (auch Schauspielbrigade Leipzig) ist eine deutsche Musikformation. Sie besteht aus einer Band mit Profi-Musikern, Schauspielerinnen und Schauspielern, meist Absolventen oder Studierende des Schauspielinstituts „Hans Otto“ der Hochschule für Musik und Theater „Felix Mendelssohn Bartholdy“ Leipzig.

## Geschichte
Anlass der Gründung der Schauspielbrigade 2015 war eine Einladung von Klaus Koch von Buschfunk zu einem Konzert im Berliner Babylon zu Ehren von Gerhard Gundermann, der in jenem Jahr sechzig Jahre alt geworden wäre.
Dieses Konzert wurde als Live-Doppel-CD bei BuschFunk herausgegeben.
Danach folgten u. a. Konzerte in der Moritzbastei Leipzig, im Postbahnhof Berlin, in der Wabe, in Senftenberg (Neue Bühne Senftenberg), im Großen Saal der Leipziger Hochschule und mehrfach im Theater am Rand. 2018 lud der Rat für Nachhaltige Entwicklung die Schauspielbrigade ein, während seiner 18. Jahreskonferenz im Berliner Tempodrom zu konzertieren.
Seit 2020 erscheinen auf den Streaming-Plattformen regelmäßig Studioversionen von Gundermann-Liedern. Außerdem interpretiert die Schauspielbrigade u. a. Lieder und Texte von Bettina Wegner, Rio Reiser, Hans-Eckardt Wenzel, sowie Frank Raschke, Olaf Hilliger und Ulf Manhenke. Eine langjährige Zusammenarbeit verbindet die Brigade mit der Band „Trostland“ um den Hallenser Schauspieler Tristan Becker, welche ebenfalls aus Leipziger Schauspielabsolventen besteht. In ihren Konzerten spielt die Brigade in der Regel in der Formation Rhythmusgruppe, Klavier (Akkordeon), Saxophon und Streicher (u. a. Franz Grothe – Streichquartett, Deutsches Filmorchester Babelsberg). 2023/24 konzertierte die Brigade u. a. in Grimma, im Theater Ost in Berlin-Adlershof und zum wiederholten Male am Staatsschauspiel Dresden.
Der Spiritus rector der Schauspielbrigade ist Frank Raschke.
Raschke unterrichtet als Professor für Liedgestaltung/Chanson am Schauspielinstitut an der HMT Leipzig. Für die Brigade wirkt er als Texter, Komponist, Arrangeur, Musiker und Produzent. Daneben ist er leidenschaftlicher Jazzer und arbeitet mit seinem QuerBeatJazzQuartett spartenübergreifend mit klassischen Musikern zusammen.

## Aktuelle und ehemalige Mitglieder
In Konzerten der Schauspielbrigade singen und sangen u. a. Tristan Becker, Felix Bronkalla, Felix Defèr, Thomas Dehler, Adrian Diocic, Andreas Dyszewski, Carolin Haupt, Jannik Hinsch, Robert Höller, Henriette Hoelzel, Lilly Ketelsen, Martina Kieser, Jonas Koch, Anett Krause, Loris Kubeng, Antje Manhenke, Marina Lara Poltmann, Lena Raschke, Max Rothbart, Lou Strenger, Emma Suthe, Sebastian Tessenow und Brian Völker. Regelmäßige Gastmusiker sind u. a. Jens Baermann und Guido Raschke.

## Veröffentlichungen
- 2015: Doppel-CD: Die Schauspielbrigade singt Gundermann: Sonderkonzert zum 60. Geburtstag von Gerhard Gundermann, Buschfunk[6]

## Diskografie (Auszug)
- 2020: Lieder von Gundermann (I)
- 2021: Welt-Café
- 2021: Ungerade Drei – Polyamorie, mit Trostland
- 2021: Der Tod ist eine miese Katze
- 2021: Meerjungfrau, mit Trostland
- 2021: Liebe ganz verschwunden
- 2021: Wunder-Erde-Mensch
- 2022: Chansons von Barbara, EP
- 2022: Im August – Wenn der Sommer geht
- 2022: Lieder von Gundermann (II), EP
- 2022: Lieder von Gundermann (III), EP
- 2022: Lieder von Gundermann (IV), EP
- 2022: Mama, mit Trostland, EP
- 2023: Sieben Leben, mit Trostland, EP
- 2023: Es dunkelt schon vor Acht
- 2023: Sensation
- 2023: Lieder von Gundermann (V), EP
- 2023: Kriegerin
- 2023: Winter im Hafen
- 2023: Lieder von Gundermann (VI)
- 2024: Ein Traum der Leben wird
- 2024: Blues vom eigenen Begräbnis
- 2024: Entweder-Oder

## Weblink
- Die Musik der Schauspielbrigade bei Spotify